# IS Open
El IS Open  es un torneo de tenis celebrado en São Paulo, Brasil, desde el año 2013. El evento forma parte del ATP Challenger Tour y se juega en canchas de tierra batida.

## Finales anteriores

### Individuales
| Año  | Campeón     | Finalista        | Resultado |
| ---- | ----------- | ---------------- | --------- |
| 2013 | Guido Pella | Facundo Argüello | 6-1, 6-0  |

### Dobles
| Año  | Campeón                    | Finalista                 | Resultado |
| ---- | -------------------------- | ------------------------- | --------- |
| 2013 | Roman Borvanov Artem Sitak | Sergio Galdós Guido Pella | 6-4, 7-63 |